# Royaume du Kanem-Bornou
Pour les articles homonymes, voir Borno.
VIIIe siècle – 1900
Entités suivantes :
- Territoire du Tchad
- Protectorat du Nigeria du Nord

Le royaume du Kanem est un État fondé vers le VIIIe siècle par le peuple Kanembou qui a perduré comme royaume indépendant de Bornou (l'Empire de Bornou) jusqu'en 1900. Sa capitale était la ville de Njimi (actuelle Mao, dans le département du Kanem, au Tchad).
Il était historiquement connu des géographes arabes en tant qu'« Empire Kanem ».[précision nécessaire]
Le royaume de Bornou est un État fondé par les dirigeants du Kanem ayant fui leur royaume en 1395. Ils reconquirent le Kanem au XVIe siècle. Les deux royaumes ainsi réunis sont collectivement appelés royaume du Kanem-Bornou.

## Étymologie
Konoum signifie, en kanembou, « le sud ». Le mot est formé du préfixe « k », qui annonce un substantif, et de l'étymon onoum, qui signifie « sud ». Les kanembou sont les « gens du pays du Sud », par opposition aux Dazaga, c'est-à-dire les « gens de la montagne », sous-entendu le Tibesti.

## Histoire

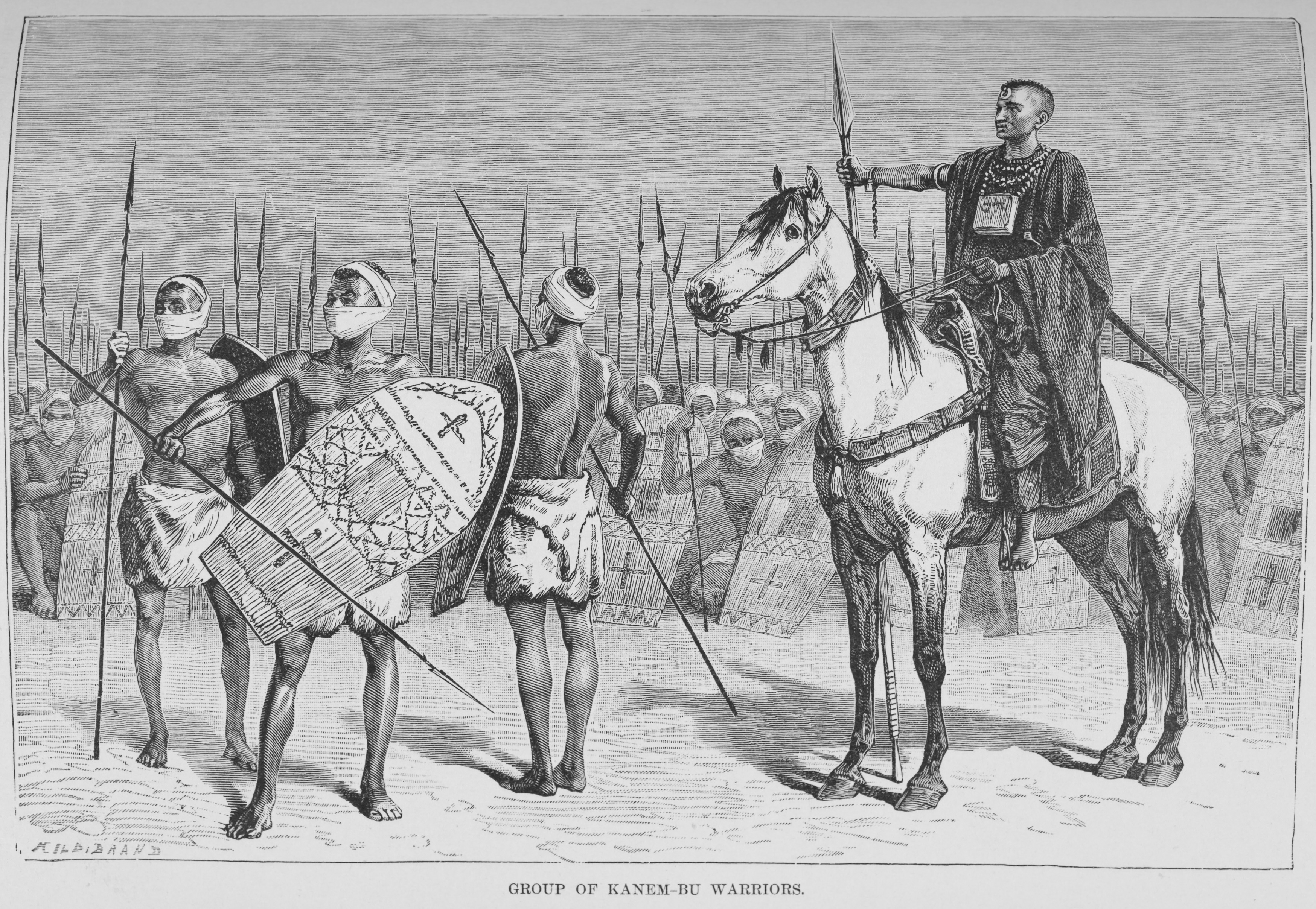
Groupe de guerriers Kanembu, gravure publiée en 1892.

### Origine
Le royaume du Kanem, qui deviendra le royaume du Kanem-Bornou au XVIe siècle, établi depuis le VIIIe siècle au nord de l'actuel Tchad, est nommé pour la première fois dans les sources par Al-Yaqubi vers 872. Il y mentionne un roi qui coordonne l'exportation d'esclaves au sein du réseau commercial transsaharien,.
La dynastie Duguwa forme la première aristocratie. Cependant, cette période est méconnue, mais un commerce transsaharien y existe et mène aux régions lybiennes durant le XIe siècle. 
L'histoire du royaume la plus connue tire son origine des Zaghawa qui remplacent la précédente dynastie. Toutefois, leur rôle et l'attribution de la fondation du royaume à une population spécifique est très incertaine. En effet, la forte mixité technique et les groupes nomades et sédentaires sont très variés. L'hypothèse d'une gouvernance nomade par les Zaghawa sur des populations Sao organisées en confédération tribale est la plus probable.

### Royaume de Kanem
Le XIe siècle marque une rupture dans l'organisation sociale et les interactions entre les différentes populations. Au XIe siècle, Al-Bakri indique que les habitants sont des païens noirs, bien que l'islamisation pénètre pacifiquement. Ses dirigeants ont été parmi les premiers en Afrique sub-saharienne à embrasser l'islam. Selon les indications du Diwan, le premier roi musulman du Kanem appartient encore à la dynastie Zaghawa et règne probablement entre 1067 et 1075.
Le royaume semble subir une importante transition après 1075 sous l'influence d'une nouvelle dynastie régnante musulmane qui supplante la précédente, la dynastie Sefuwa que des auteurs du XIXe siècle attribuent à une tribu berbère, cependant les informations et les sources sont trop lacunaires pour pouvoir l'affirmer. Les données manquent sur le contexte de cette transition, cependant les textes d'Al Idrissi font état, en 1154, de deux royaumes séparés de Kanem et Zaghawa. De plus, l'évaluation de ses textes sur le Soudan commet quelques confusions ainsi que des informations forgées de toutes pièces, et reste à observer avec prudence.
La Tabula Rogeriana réalisée par Al Idrissi à partir de 1154 présente la région ponctuée de localités dans un paysages fertiles. En 1229, Yaqout al-Rumi décrit les principes institutionnels du royaume dans lequel la royauté est sacrée : « Leur religion est le culte de leurs rois, car ils croient qu'ils apportent la vie et la mort, la maladie et la santé ». En 1269, Ibn Saïd indique que la majorité de la population a embrassé l'islam.
Le royaume de Kanem atteint son apogée avec Dounama Dibalami (1220-1259), qui l'étendit vers le Fezzan et le Nil et noua des relations avec les royaumes berbères, en particulier avec les Almohades.
Durant cette période, le royaume de Kanem attaque les autres États voisins afin de se fournir en esclaves et renforcer son pouvoir économique au sein du réseau commercial. L'axe commercial qui relie la région du Bassin du Tchad à la Libye persistera jusqu'au XIXe siècle tandis que le reste du commerce transsaharien s'essoufflera à l'arrivée des européens sur les côtes d'Afrique de l'Ouest.
Après la mort de Dounama, le royaume traverse des conditions d'instabilités qui provoque le déplacement de la capitale en plusieurs occasions. Au XIVe siècle, il est menacé par les Saos et les Boulala venus de l'est. Pour échapper à ces attaques extérieures, les souverains du Kanem durent se réfugier sur la rive ouest du lac Tchad où ils fondèrent le royaume de Bornou en 1395.

### Kanem-Bornou
Aïssa Koli a été la seule souveraine régnante du royaume.
En 1472, le roi de Bornou fonde Ngazargamu qui devient la capitale du royaume durablement et devient le terminus des routes commerciales transsahariennes allant à Tripoli via Mourzouq. La ville est renforcée par un rempart.
Le Bornou reconquit le Kanem et devint le Kanem-Bornou au XVIe siècle. L'empire atteint son apogée sous le règne d'Idriss III Alaoma (1571-1603) avec un territoire englobant des zones des actuels Tchad, Niger, Cameroun et Nigéria, y compris le royaume de Kwararafa dans ce qui est aujourd'hui la région du Middle Belt (en) au Nigéria. Un imam de la cour de ce sultan, Aḥmad ibn Furṭū, a raconté le début de son règne. Son récit constitue une source de première main sur ce royaume à son apogée.
Du temps de Ahmed al-Mansour Ad-Dhahbî (1578-1603), le royaume de Bornou devient vassal des Saadiens du Maroc.
Au XVIIe siècle, l'empire contrôlait les routes commerciales transsahariennes, construisait des garnisons pour les protéger et signait des traités avec les dirigeants d'Afrique du Nord.

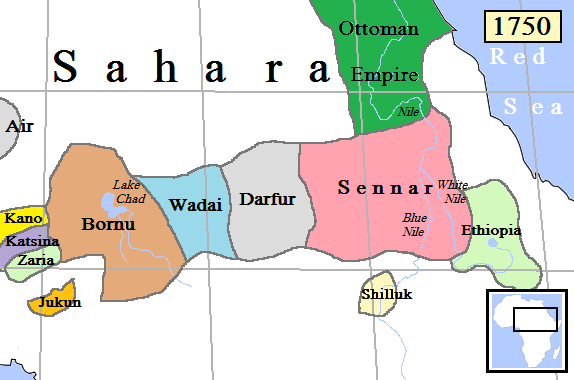
Le royaume du Kanem-Bornou et ses voisins vers 1750.

À la fin du XVIIIe siècle, le Bornou a retrouvé une puissance certaine et étend son influence jusque sur les peuplades de la Bénoué moyenne. Sa prospérité est essentiellement basée sur le trafic des esclaves.
En 1808, le djihad peul mené par Ousman dan Fodio fait émerger le Califat de Sokoto. La capitale de Ngazargamu est capturée et pillée. Muhammad al-Amin al-Kanemi (en) parvient à fédérer et mobiliser les troupes du Bornou afin de lutter contre ce nouveau pouvoir. Il fait déplacer la capitale à Kukawa,.

Le royaume en 1810.

Le dernier souverain de la dynastie des Sefuwa, Ali V, est finalement détrôné en 1846 par Omar IV ibn Mohamed el-Kanémi (1835-1880), qui fonde la dynastie des El-Kanemi.
Dans les années 1830, l'érudit et futur dirigeant de l'empire toucouleur Oumar Tall initie à la Tijaniyya Mohamed al-Amin al-Kanouri et son fils.

### Chute du Kanem-Bornou
À la fin du XIXe siècle, la région est ravagée par le négrier Rabah du vieux sultanat de Sennar qui s'impose en 1893 à Hachim ibn Omar (1885-1893) comme sultan du royaume. La capitale, Kukawa, est détruite.
Rabah meurt en 1900 à la bataille de Kousséri, puis son fils Fadlallah est tué par les armées françaises à Gujba en 1901. Son territoire est divisé entre la France, le Royaume-Uni et l'Allemagne.
Les descendants de la lignée des El-Kaméni sont rétablis avec Omar ibn Hachim (1901 et 1922-1937) mais il s'agit désormais de souverains sans pouvoir, contrôlés par l'administration coloniale française.

### Royaume du Kanem-Bornou aujourd'hui
Dans le cadre du système de l'Indirect Rule, le pouvoir du shehu (cheikh en kanouri) du Borno s'est retrouvé légitimé voire renforcé, à l'instar de celui de nombreux chefs, rois ou émirs, fossilisant ainsi en quelque sorte les structures monarchiques du XIXe siècle.
Tout comme l'émir de Kano ou le sultan de Sokoto, le shehu du Borno a su établir un modus vivendi avec le colonisateur.
Un palais est construit par les Britanniques pour lui à la fin des années 1900 dans la nouvelle capitale du Borno, à Yerwa, non loin de Maiduguri.

## Organisation politique
Dans la première période de la dynastie Sefuwa jusqu'à la première partir du XIIIe siècle, les membres de la familles royales tiennent une place centrale dans l'organisation politique. Cette situation évolue par la suite et l'organisation politique se répartit entre différents chefs locaux et provinciaux. Les titres de deyerima (gouverneur du Nord) et kayghamma (gouverneur du Sud) sont mis en place. La reine mère joue également un rôle influent dans le Bornu. À la fin du XVe siècle, le Kanem-Bornou administre douze royaumes tributaires.

## Économie
Le royaume de Kanem-Bornou est un foyer économique majeur du réseau transsaharien, cependant l'archéologie ne permet pas d'apprendre en détail les pratiques car les principaux objets échangés sont périssables. Des marchandises transitaient tels que des bols, bouteilles et calebasse en bois, mais également tout le matériel de harnachement et le commerce de chevaux de races nord-africaine ainsi que de dromadaires. Cependant, la principale ressource économique est l'esclave.
Des témoignages d'expéditions au XIXe siècle ainsi que les sources médiévales arabes mettent en lumière l'importance du royaume dans la traite orientale. Une pratique observée au XIXe siècle consistait à razzier les paysages voisins et forestiers du bassin du Tchad afin d'en asservir les populations. Cette pratique, observée par Gustav Nachtigal en 1872, altère fortement le mode de vie de ces sociétés qui s'abritent en hauteur dans des villages arboricoles. Elle est représentative de pratiques de razzias déjà évoquées dans les sources du XIIe siècle. Le travail servile persiste bien après l'abolition de la traite par le colonisateur britannique et ce jusque dans les années 1920.

## Liste des rois
Selon la tradition le royaume de Bornou est fondé par un certain Saïf originaire du Yémen. Toutefois la période historique commence avec le roi Oumé ibn Selma vers 1085. Sa dynastie perdure jusqu'en 1846 quand Ali V ibn Ibrahim est détrôné par un chef Kanémin qui se proclame roi sous le nom de Omar IV ibn Mohammed el-Kanémi (1835-1880),. Cette dynastie est nommée Sayfuwa.